# موسیقی آتش‌بازی سلطنتی
موسیقی برای آتش‌بازی‌های سلطنتی (HWV 351)، یک سوئیت در دو ماژور برای سازهای بادی است که توسط جورج فریدریک هندل در سال ۱۷۴۹ تحت قرارداد جورج دوم بریتانیای کبیر برای آتش بازی در پارک سبز لندن در تاریخ ۲۷ آوریل ۱۷۴۹ ساخته شد. این موسیقی به مناسبت پایان موفقیت‌آمیز جنگ و امضای پیمان آیش-لا-شاپل در سال ۱۷۴۸ اجرا شد. این اثر چه در زمان اجرای اول خود و چه پس از درگذشت هندل بسیار محبوب بود.

## آماده‌سازی و اجرای نهایی
در طول آماده‌سازی اثر، هندل و دوک مونتاگو، دوک دوم مونتاگو، فرمانده کل تجهیزات نظامی و مسئول آتش بازی سلطنتی، دچار بحرانی دربارهٔ افزودن ویولن‌ها شدند. دوک برای هندل روشن کرد که پادشاه جورج ترجیح می‌دهد تنها از سازهای نظامی (سازهای بادی و ضرب‌زننده) استفاده شود و امیدوار بود «هیچ ویولنی نباشد». هندل برخلاف میل خود ویولن‌ها را حذف کرد. همچنین برخلاف خواست هندل، تمرین کامل موسیقی در گرین پارک انجام نشد و در باغهای ووکسهال انجام شد. در تاریخ ۲۱ آوریل ۱۷۴۹، بیش از دوازده هزار نفر، هرکدام دو شیلینگ و شش پنی (نیم کراون) پرداخت کردند تا به آنجا بروند، که باعث ایجاد ترافیک سنگینی از کاروان‌ها در پل لندن شد، که تنها مسیر وسیله نقلیه به منطقه جنوب رودخانه بود.
پس از شش روز، در تاریخ ۲۷ آوریل، موسیقیدانان در یک ساختمان ویژه‌ای که توسط سرواندونی، یک طراح تئاتر به همراه چهار ایتالیایی طراحی شده بود اجرا کردند. آندریا کازالی و آندریا سولدی طرح‌ها را طراحی کردند. آتش بازی‌ها به وسیله گاتانو روجیاری و جوزپه سارتی، که هر دو اهل بولونیا بودند؛ طراحی و کنترل می‌شدند. چارلز فردریک کنترل‌کننده بود، کاپیتان توماس دیزاگولیه‌ها رئیس آتش‌نشانی بود. نمایش خود به اندازهٔ موسیقی موفق نبود: هوا بارانی بود که باعث شلیک‌های اشتباهی در طول نمایش شد و حتی باعث شد تا در وسط نمایش پاویلیون راست آتش بگیرد. همچنین، لباس یک زن توسط یک موشک سرگردان به آتش کشیده شد و آتش بازیهای دیگر دو سرباز را سوزاند و یکی دیگر را نابینا کرد. یک سرباز دیگر هم دستش در زمان آزمایش اولیه برای ۱۰۱ توپ که در طول رویداد استفاده شد، شکسته شد.

## موسیقی و سازها
موسیقی برای آتش‌نشانی‌های سلطنتی با یک مقدمه شروع شده و شامل یک بوره و دو مینوئت است. این اثر از پنج موومان تشکیل شده است:
1. آغاز (آداجیو - الگرو - لانتمان - الگرو)
2. بوره
3. لو پاییکس (لارگو آلا سیسیلیانا)
4. لا ریجوآیسانس (آلگرو)
5. مینوئت‌های I و II

این اثر برای یک گروه بزرگ سازهای بادی تنظیم شده است که شامل ۲۴ آبوا، ۱۲ باسون و یک کنتراباسون، نه ترومپت، نه کر، سه جفت طبل کوبه‌ای و طبل‌های کناری بود که تنها دستور داشتند که به صورت آزادانه نواخته شوند. هندل در مورد تعداد سازها در هر بخش دقیق بود. در آغاز، به سه نفر از هر سه بخش ترومپت تعلق گرفت؛ آبوها به ۱۲، ۸ و ۴ تقسیم شدند؛ و ۱۲ باسون به ۸ و ۴ تقسیم شدند. طبل‌های کناری توسط هندل به خوبی آموزش دیده بودند تا در آلگرو و منوئت دوم بنوازند، اما احتمالاً در آغاز نمایش نیز نواخته می‌شدند.
هندل این اثر را برای اجرای در تاریخ ۲۷ مه در بیمارستان فاندلینگ مجدداً برنامه‌ریزی کرد. هندل در اسکور نوشت که ویولن‌ها باید نقش آبواها را ایفا کنند، ویولن‌چلوها و کنترباس‌ها نقش باسون اجرا کنند. در این ویرایش ارکسترال تجدیدنظر همهٔ سازها از ترکیب اجرای اصلی باقی مانده‌اند، به جز بوره و منوئت اول که توسط آبواها، باسون‌ها و سازهای زهی به تنهایی اجرا می‌شوند.

## ضبط‌ها
ضبط‌های بسیاری برای این موسیقی وجود دارد. «موسیقی آب»، هرچند که بیش از سی سال قبل از این مجموعه ساخته شده بود، اغلب با مجموعه «موسیقی آتش بازی سلطنتی» ترکیب می‌شود، زیرا هر دو برای اجرا در فضاهای باز نوشته شده بودند. در کل، این آثار ممکن است مشهورترین موسیقی‌های هندل برای ارکستر مدرن به‌شمار بیایند.

ضبط‌های قدیمی تمایل داشتند از ترتیبات مدرن هندل برای ارکستر مدرن استفاده کنند، به عنوان مثال، تنظیم همیلتون هارتی (۱۹۲۳) و لئوپلد استوکوفسکی. ضبط سال ۱۹۵۹ چارلز مک‌کرراس برای Pye Records بازگشت به تنظیمات اصلی هندل بود.
ضبط‌های اخیرتر تمایل داشتند از روش‌های اجرای تاریخی منطبق بر موسیقی باروک استفاده کنند و اغلب از سازهای اصیل استفاده می‌کنند.
همچنین تنظیماتی برای ارگ لوله‌ای به تنهایی یا همراه با مسیقی برنجی وجود دارد. در سال ۱۹۷۰، ژوزه فلیسیانو بخشی از اثر را که خود از موسیقی برای گیتار کلاسیک ترجمه کرده بود، برای آلبوم آتشکارها ضبط کرد.
این موسیقی در تاریخ ۱ ژوئن ۲۰۰۲ تحت نقشه موسیقی اندرو دیویس برای جشن طلایی الیزابت دوم در باغ‌های کاخ بخش و آتش‌فشان اجرا شد.